# Fox-verdeelwerk

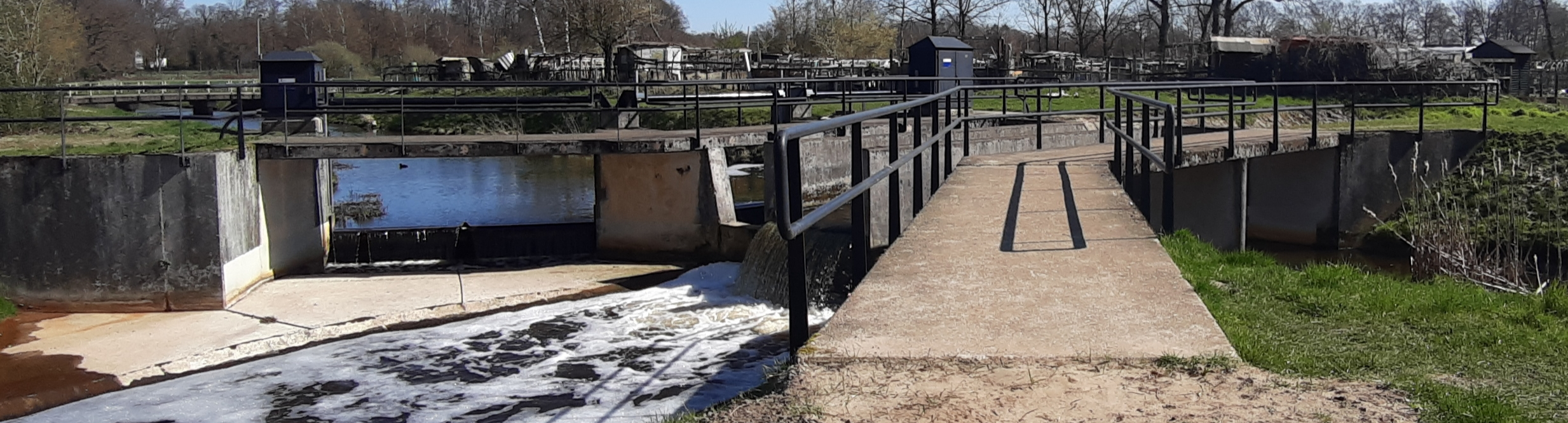
Fox-verdeelwerk Hengelo

Fox-verdeelwerk (of Verdeelwerk Fox) is een aquaduct in Hengelo (Overijssel) waar de Koekoeksbeek en de Schoonwaterleiding elkaar kruisen.